# Alfred Nobel

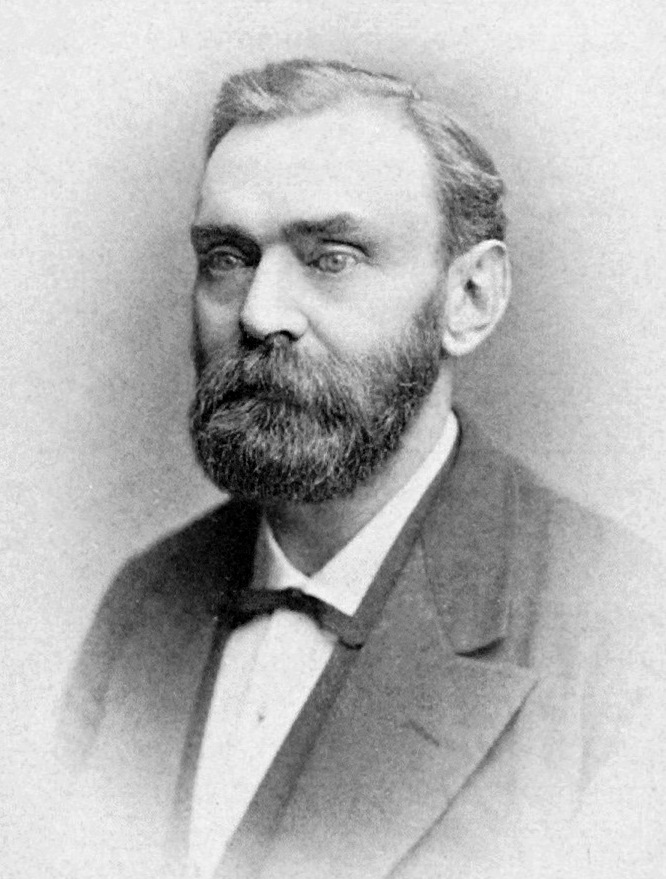
Alfred Nobel, Fotografie vor 1896

Alfred Bernhard Nobel ⓘ [nɔˈbɛl ] (* 21. Oktober 1833 in Stockholm; † 10. Dezember 1896 in Sanremo, Italien) war ein schwedischer Chemiker und Erfinder. Ihm wurden insgesamt 355 Patente erteilt.
Nobel ist der Erfinder des Dynamits sowie Stifter und Namensgeber des Nobelpreises. Das chemische Element Nobelium wurde nach ihm benannt.

## Leben

### Herkunft
Alfred Nobel war der dritte Sohn von Karolina Andriette Nobel (geborene Ahlsell 1805–1889) und des schwedischen Ingenieurs und Industriellen Immanuel Nobel. Er hatte zwei ältere Brüder, Robert (1829–1896) und Ludvig (1831–1888), und den jüngeren Bruder Emil Oskar Nobel (1843–1864). Letzterer starb am 3. September 1864 auf dem Anwesen Heleneborg im Stockholmer Stadtteil Södermalm bei einem durch Experimentieren mit Nitroglycerin verursachten Unfall. Alfred Nobel war nicht im Unternehmen anwesend, als der Unglücksfall geschah.
Einer seiner Neffen war der schwedisch-russische Ölmagnat Emanuel Nobel (1859–1932), der Erbauer des ersten Dieselmotorschiffes, der Vandal. Nobel war Ur-Ur-Urenkel des Universalgelehrten Olof Rudbeck des Älteren.

### Jugend und Ausbildung
In den Jahren 1841 und 1842 besuchte Alfred Nobel eine Schule in Stockholm. 1842 kam er nach Sankt Petersburg, wo sein Vater mit Hilfe der norwegischen Regierung einige Hüttenwerke gegründet hatte und die russische Armee belieferte. Dank des Wohlstands des Vaters genoss Alfred eine erstklassige Ausbildung durch Privatlehrer. Bereits im Alter von 17 Jahren beherrschte er fünf Sprachen (Schwedisch, Russisch, Deutsch, Englisch und Französisch).
Neben seinen Chemie- und Physikstudien interessierte er sich besonders für englische Literatur. Das missfiel seinem Vater, der ihn für introvertiert hielt, weshalb er ihn ins Ausland schickte. Nobel besuchte in rascher Folge Schweden, Deutschland, Frankreich und die Vereinigten Staaten. In Paris lernte er dabei 1850 Ascanio Sobrero kennen, der drei Jahre zuvor das Nitroglycerin entdeckt hatte, es jedoch aufgrund seiner Gefährlichkeit für nicht praxistauglich hielt. 1859 kehrte er wieder mit seinem Vater nach Stockholm zurück.

### Entwicklung der sicheren Zündung von Nitroglycerin
Nobel zeigte sich an der Erfindung des Nitroglycerins sehr interessiert und richtete seit 1859 seine Bemühungen darauf, es als Sprengstoff in die Technik einzuführen. Zwischen 1860 und 1864 experimentierte er unter anderem im Ruhrgebiet im heutigen Dortmunder Stadtteil Dorstfeld auf der dortigen Zeche Dorstfeld mit Sprengstoffen im Bergbau. Um Nitroglycerin mit größerer Sicherheit sprengen zu können, entwickelte er 1863 die Initialzündung.
Bei Nobels Experimenten mit Nitroglycerin kam es zu mehreren Unfällen; bei einer Explosion 1864, bei der sein Laboratorium zerstört wurde, kamen sein Bruder Emil und vier weitere Personen ums Leben. Nach diesem Unglück verboten die schwedischen Behörden ihm weitere Experimente mit Nitroglycerin in der Nähe von bewohnten Gebieten, so dass Nobel im Jahre 1865 ein Labor und Fabriken an den Vinterviken am Mälaren im Westen Stockholms verlegte. Ähnliche Anlagen baute er in Deutschland bei Krümmel (Schleswig-Holstein) nahe Hamburg. Noch im selben Jahr gelang ihm die Massenproduktion von Nitroglycerin, bei der es jedoch ebenfalls zu einer Reihe schwerer Unfälle kam.

### Entdeckung der Handhabungssicherheit von Nitroglycerin

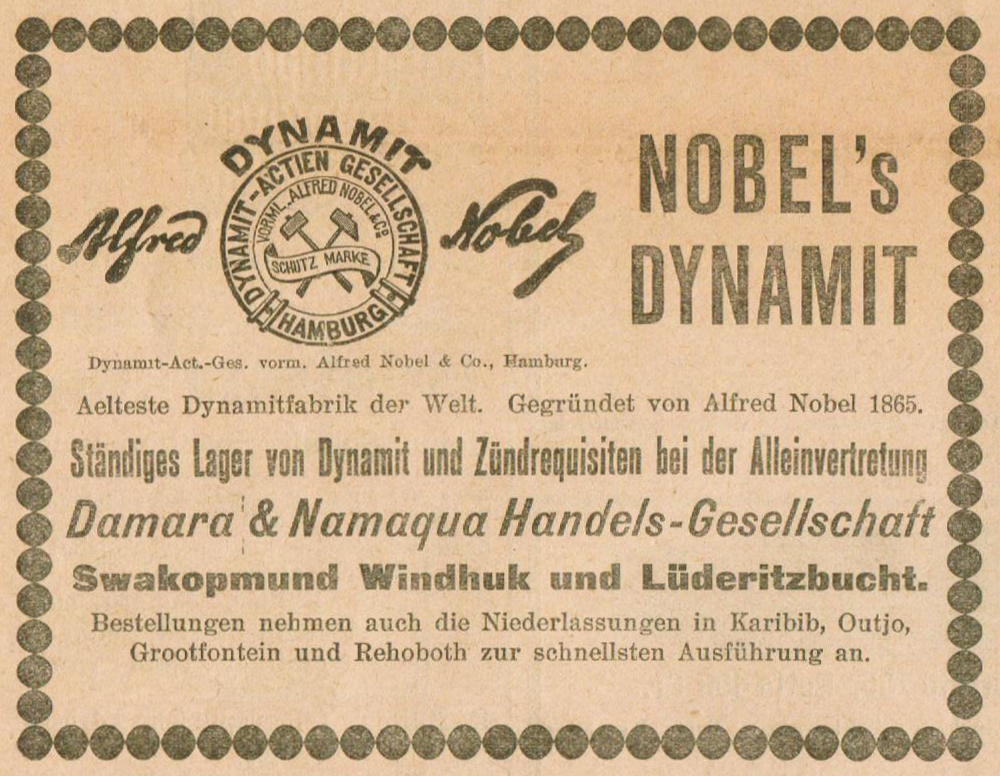
Dynamit-Werbung von 1906 im Diamantabbau- und Kriegsgebiet Deutsch-Südwestafrika

Um die Gefährlichkeit des Nitroglycerins bei gleichbleibender Sprengkraft zu verringern, experimentierte Nobel erfolglos mit verschiedenen Zusatzstoffen. Der Legende nach half schließlich der Zufall: 1866 kam es bei einem der zahlreichen Transporte von Nitroglycerin zu einem Zwischenfall, bei dem eines der Transportgefäße undicht wurde und reines Nitroglycerin auf die mit Kieselgur ausgepolsterte Ladefläche des Transportwagens tropfte. Die entstandene breiige Masse erregte die Aufmerksamkeit der Arbeiter, so dass sie diesen Vorfall später an Nobel meldeten. Diesem gelang hierdurch endlich die ersehnte Herstellung eines handhabungssichereren Detonationssprengstoffes. Nobel selbst bestritt immer, es habe sich um eine Zufallsentdeckung gehandelt. Er ließ sich das im Mischungsverhältnis von 3:1 optimierte Verfahren 1867 patentieren und nannte sein Produkt Dynamit.
Da der Bedarf an einem sichereren und trotzdem wirkungsvollen Sprengstoff zu dieser Zeit auch infolge der Blütezeit des Diamantenfiebers groß war, konnte Nobel durch seine Erfindung schnell ein Vermögen aufbauen. Seine Firmen lieferten Nitroglycerin-Produkte nach Europa, Amerika und Australien. Nobel selbst reiste ständig, um seine Produkte zu verkaufen. Er besaß über 90 Dynamit-Fabriken in aller Welt.

### Verhältnis und Korrespondenz mit Sofie Hess
Im Jahr 1876 lernte Nobel in Baden bei Wien Sofie Hess kennen, die dort in einem Blumengeschäft arbeitete. Nobel war damals 43 Jahre alt, sie 26. Nobel heiratete nicht und Hess wurde für die nächsten 15 Jahre seine Geliebte, bis sie von einem anderen Mann schwanger wurde. Nobel unterstützte Hess jedoch auch danach weiterhin finanziell und bedachte sie in seinem Testament. Nobel und Hess schrieben einander in dieser Zeit mehrere hundert Briefe. In den Briefen brachte Nobel u. a. Chauvinismus, groben Rassismus und Antisemitismus zum Ausdruck. Nach dem Tod Nobels im Jahr 1896 trachtete die Nobel-Stiftung danach, die Briefe geheim zu halten; sie kaufte Hess die Briefe um die beachtliche Summe von 12.000 Florinen (rund 300.000 US-Dollar) ab, und Hess kam im Gegenzug der Forderung der Stiftung nach, nichts über ihr Verhältnis zu Nobel zu publizieren. Erst im Jahr 1976 gewährte das Schwedische Nationalarchiv einigen Wissenschaftlern Zugang zu den Briefen; erst 2017 wurde die gesamte Korrespondenz veröffentlicht.

### Umzug nach Italien
Neben seinen Reisen forschte Nobel auch weiterhin mit Sprengstoffen. 1875 entwickelte er die Sprenggelatine, 1887 ließ er sich das Ballistit (rauchschwaches Pulver) patentieren. Nobel bot die Erfindung erst der französischen Regierung an, die jedoch ablehnte, da sie Aussicht auf ein bereits in der Entwicklung befindliches fast rauchfreies Pulver hatte. Daraufhin bot Nobel die Erfindung den Italienern an, die diese sofort kauften.
In Frankreich wurde Nobel daraufhin in der Presse mit Spionage in Verbindung gebracht, er wurde verhaftet und es wurde ihm die Erlaubnis entzogen, Experimente durchzuführen. Infolge dieser Ereignisse zog Nobel 1891 nach Sanremo, kaufte dort eine 1870 erbaute Villa und verbrachte an diesem Ort den Rest seines Lebens. Am 10. Dezember 1896 starb Alfred Nobel Im Alter von 63 Jahren an einer Hirnblutung in Sanremo.

### Nobels Einstellung zum Krieg
Schon Nobels Vater war als Rüstungsunternehmer zu Wohlstand gekommen, unter anderem durch die Produktion von Seeminen, die das Russische Reich im Krimkrieg einsetzte. Alfred Nobels wichtigste Erfindungen, Dynamit und Sprenggelatine, waren entgegen weit verbreiteter Ansicht nicht zur Kriegsführung geeignet. Das rauchschwache Pulver Ballistit war allerdings eine Ausnahme. Es revolutionierte die gesamte Schusstechnik, von der Pistole bis zur Kanone.
Als Nobels Bruder Ludvig 1888 starb, druckte eine französische Zeitung versehentlich einen Nachruf auf Alfred Nobel. Die Überschrift lautete: Le marchand de la mort est mort („Der Kaufmann des Todes ist tot“). Nobels Reichtum wurde damit erklärt, dass er das Mittel gefunden habe, „mehr Menschen schneller als jemals zuvor zu töten“. Alfred Nobel war über diese Darstellung entsetzt und begann sich obsessiv mit der Frage zu beschäftigen, wie ihn die Nachwelt sehen würde.
Über Krieg und Frieden diskutierte er intensiv mit Bertha von Suttner. 1876 hatte sie auf eine Stellenanzeige in der Wiener Zeitung Neue Freie Presse geantwortet und die Stelle einer Privatsekretärin bei Nobel angenommen, sie jedoch bereits eine Woche später wieder aufgegeben. Nach einem jahrelangen Exil im heutigen Georgien wurde sie eine bedeutende Friedensaktivistin und tauschte sich mit Nobel in einem umfangreichen Briefwechsel aus. Nobel war ihrem Anliegen von vornherein gewogen und bewunderte ihr Engagement, hielt es aber für aussichtsreicher, auf Regierungen einzuwirken, statt wie die Friedensbewegung vor allem die öffentliche Meinung zu mobilisieren. Der freundschaftliche Briefwechsel beeindruckte Nobel und regte ihn zur Stiftung des Friedensnobelpreises an, mit dem 1905 auch Bertha von Suttner ausgezeichnet wurde.
1894 kaufte Nobel sogar den schwedischen Rüstungsbetrieb Bofors – obwohl er den Krieg eigentlich verabscheute. Er verband mit der Rüstungsproduktion die Hoffnung, dass die Armeen eines Tages vom Krieg Abstand nehmen würden, sobald die abschreckende Wirkung ihrer Waffenarsenale groß genug geworden sei.

### Stiftung des Nobelpreises

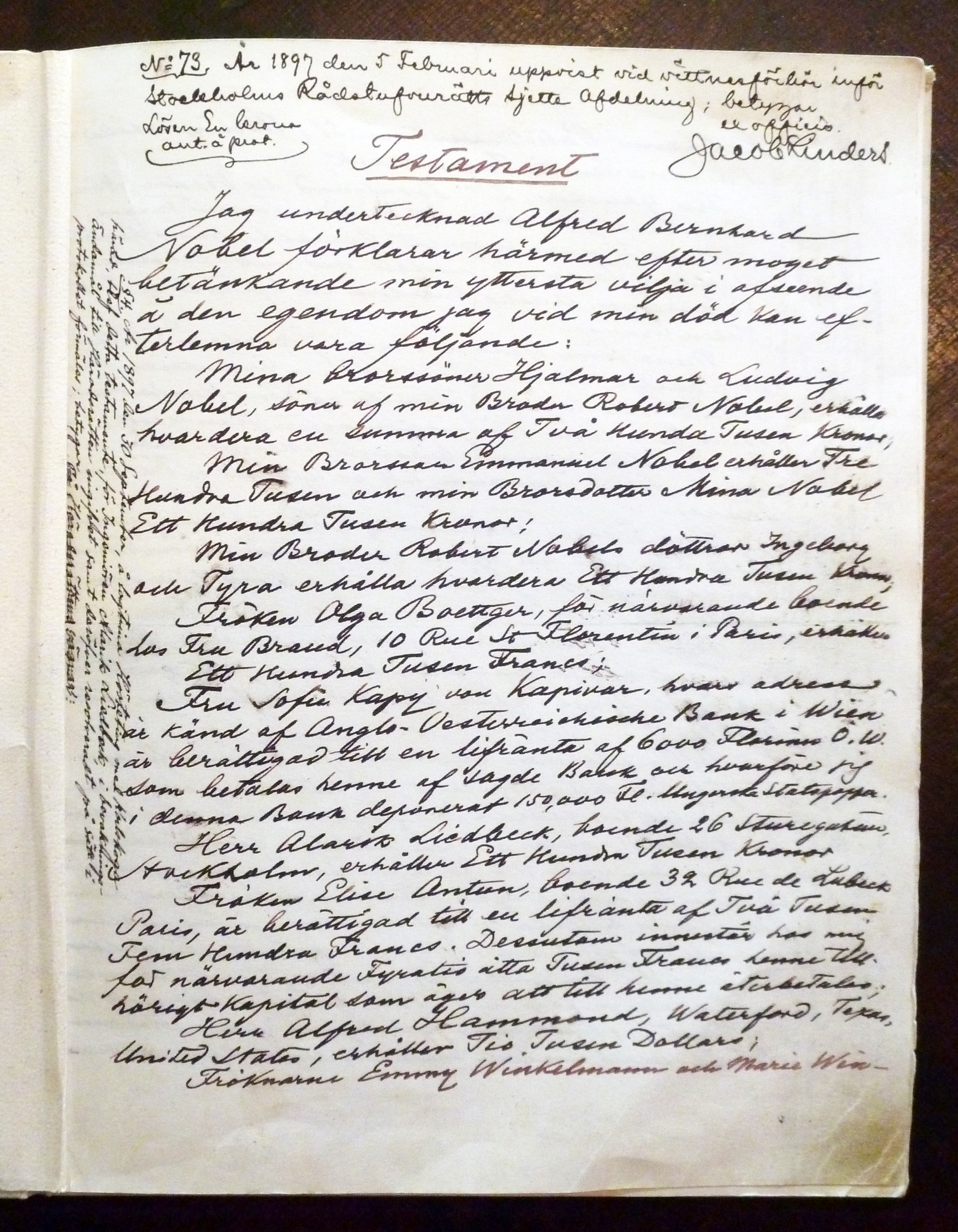
Testament Alfred Nobels vom 27. November 1895 (erste Seite)

Da Nobel kinderlos blieb, veranlasste er, dass mit seinem Vermögen von etwa 31,2 Millionen Kronen eine Stiftung gegründet werden sollte.
Ein Jahr vor seinem Tod setzte er in Anwesenheit einiger Freunde, aber ohne Anwalt, am 27. November 1895 sein Testament auf. Den größten Teil seines Vermögens, ungefähr 94 % des Gesamtvermögens, führte er der Stiftung zu.
Nobel bestimmte, dass die Zinsen aus dem Fonds jährlich als Preis an diejenigen ausgeteilt werden sollten, „die im vergangenen Jahr der Menschheit den größten Nutzen erbracht haben“, und zwar zu gleichen Teilen an Preisträger auf fünf Gebieten: Physik, Chemie, Physiologie oder Medizin, Literatur und Frieden („ein Teil an denjenigen, der am meisten oder am besten auf die Verbrüderung der Völker und die Abschaffung oder Verminderung stehender Heere sowie das Abhalten oder die Förderung von Friedenskongressen hingewirkt hat“). Nobel betonte, dass die Nationalität keine Rolle spielen dürfe, vielmehr solle der Würdigste den Preis erhalten.
Nobel legte hier auch fest, wer für die Vergabe der Preise zuständig sein sollte: Die Königlich Schwedische Akademie der Wissenschaften (Nobel war seit 1884 deren Mitglied) vergibt die Auszeichnungen für Physik und Chemie, das Karolinska-Institut den Nobelpreis für Physiologie oder Medizin und die Schwedische Akademie den Nobelpreis für Literatur. Während es sich bei diesen Institutionen um wissenschaftliche Institutionen handelt, ist für die Vergabe des Friedensnobelpreises das norwegische Nobelpreiskomitee zuständig, eine vom norwegischen Parlament bestimmte Kommission.
Die Gründung der Nobel-Stiftung erfolgte 1900. Im Jahr darauf, an Nobels fünftem Todestag, wurden die Nobelpreise erstmals verliehen.

### Nobel als Theaterautor
In seinem letzten Lebensjahr verfasste Alfred Nobel das Theaterstück Nemesis, eine Tragödie in vier Akten über Beatrice Cenci, in Anlehnung an die von Percy Bysshe Shelley in Versform verfasste Tragödie The Cenci. Es wurde gedruckt, als er bereits im Sterben lag. Der gesamte Bestand wurde jedoch gleich nach seinem Tod bis auf drei Exemplare vernichtet, da man es als skandalös und blasphemisch empfand. Erst 2003 wurde das Buch veröffentlicht, und zwar in einer zweisprachigen Ausgabe auf Schwedisch und Esperanto. Mittlerweile liegen Übersetzungen ins Slowenische (2004), Italienische (2005), Französische (2008) und Spanische (2008) vor.

## Museen

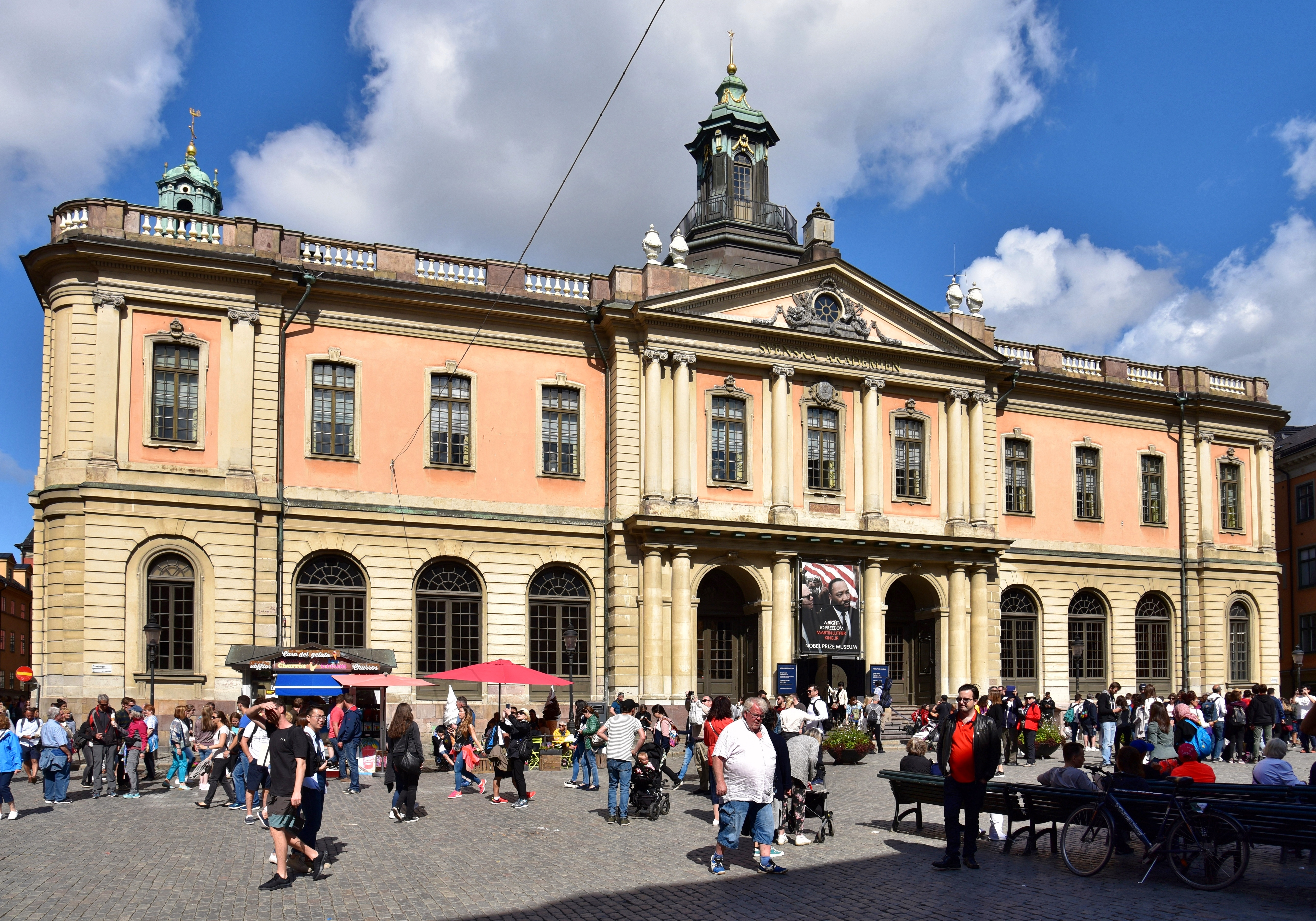
Nobelmuseum in Stockholm

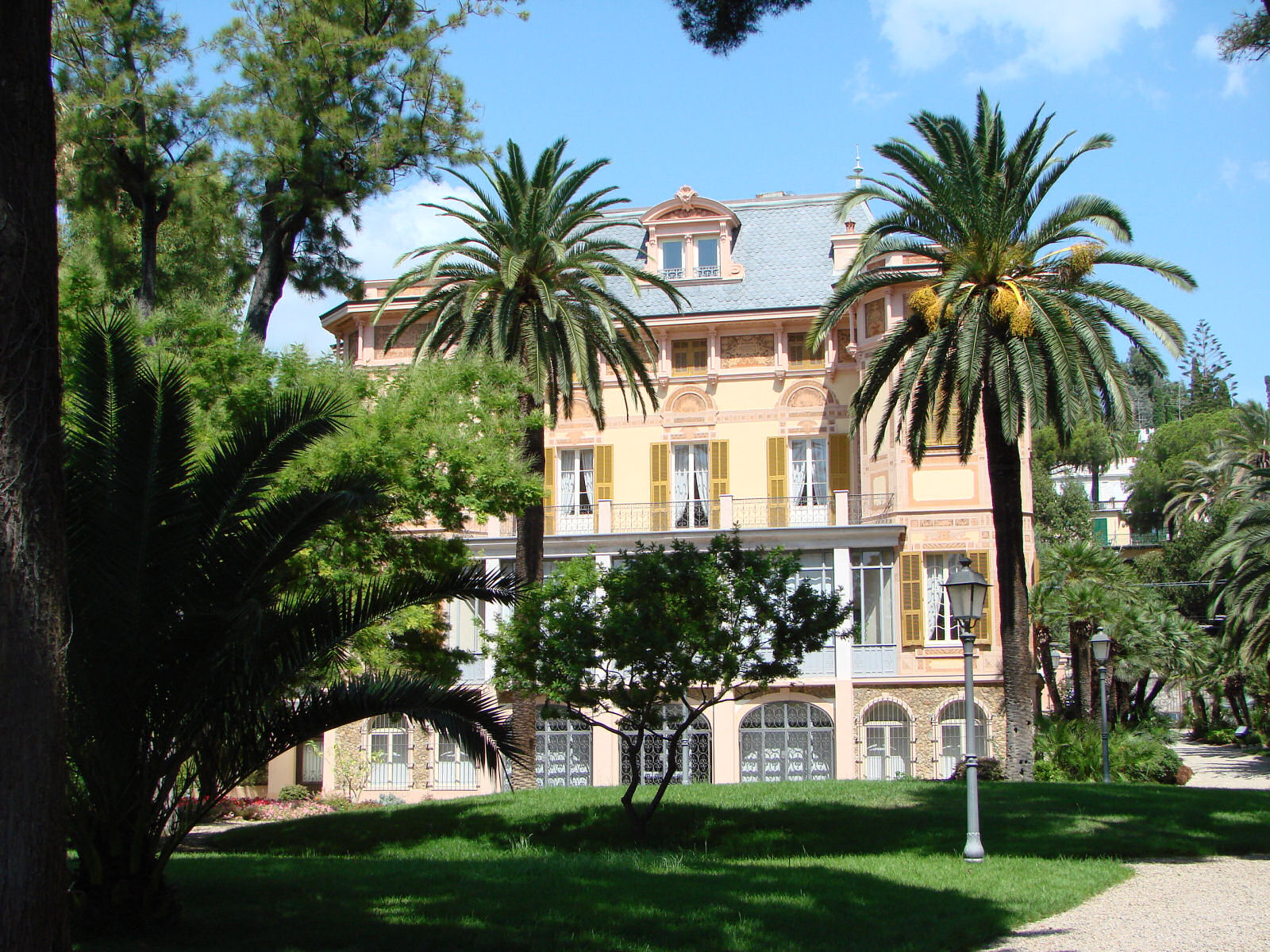
Villa Nobel in Sanremo

- Nobelmuseum (schwedisch: Nobelmuseet) in Stockholm
 Das schwedische Nobelmuseum ist dem Nobelpreis und den Nobelpreisgewinnern ab 1901 bis zur Gegenwart und dem Leben Alfred Nobels gewidmet. Das Museum befindet sich im ehemaligen Gebäude der Stockholmer Börse in der Altstadt Stockholms (Platz Stortorget). Im selben Gebäude befinden sich auch die Schwedische Akademie und die Nobelbibliothek der Schwedischen Akademie.
- Nobelmuseum Björkborn (schwedisch: Nobelmuseet i Karlskoga) in Karlskoga
 Alfred Nobel verbrachte die letzten dreieinhalb Lebensjahre auf "Björkborns herrgård" bei Karlskoga. Neben der nahezu vollständig original erhaltenen Hauseinrichtung findet sich Nobels Labor sowie eine Ausstellung von Erzeugnissen der Rüstungsfirma Bofors. Die Tatsache, dass er in Björkborn Pferde und Hausangestellte – ergo seinen Hauptwohnsitz – hatte, spielte die entscheidende Rolle bei der Erbauseinandersetzung, da seine Verwandten vor einem französischen Gericht (bei Paris besaß Nobel ein Haus, das er sehr viel länger bewohnt hatte als das in Karlskoga) gegen die Übertragung seines Vermögens in eine Stiftung klagten. Es ist Nobels Mitarbeiter Ragnar Solman zu verdanken, dass die Stiftung wie von Nobel vorgesehen überhaupt realisiert werden konnte. Ein Teil der Ausstellung ist Ragnar Solman gewidmet.
- Nobel-Friedenszentrum (norwegisch: Nobels Fredssenter) in Oslo
 Das Nobel-Friedenszentrum informiert über den Friedensnobelpreis, die Preisträger und deren Arbeit sowie über aktuelle Konfliktherde auf der Welt und den Einsatz für den Frieden. Die Stiftung wurde im Jahr 2000 anlässlich der Feiern zur 100-jährigen internationalen Souveränität Norwegens vom norwegischen Parlament gegründet und am 11. Juni 2005 eröffnet.
- Villa Nobel in Sanremo
 Die Villa Nobel war der letzte Wohnsitz und der Sterbeort von Alfred Nobel. In der Villa wurde ein Museum über Leben und Werk Alfred Nobels und das wissenschaftliche Umfeld des 19. Jahrhunderts eingerichtet. Einen breiten Raum nehmen auch die Nobelpreise ein, wobei die italienischen Nobelpreisträger speziell hervorgehoben werden.

## Filme
- Dynamite, the Story of Alfred Nobel, engl. Spielfilm von Alfred Cleary mit Wesley Addy als Nobel und Osa Massen als Bertha von Suttner, 1954
- Herz der Welt, dt. Spielfilm mit Mathias Wieman als Alfred Nobel und Hilde Krahl als Bertha von Suttner, 1952
- Alfred Nobel – Der Lohn des Schreckens. Doku-Drama, 45 Min., Produktion: ZDF, Erstsendung: 15. Oktober 2006[12]
- Eine Liebe für den Frieden – Bertha von Suttner und Alfred Nobel Biopic, Produktion: ORF, Erstsendung: 2014

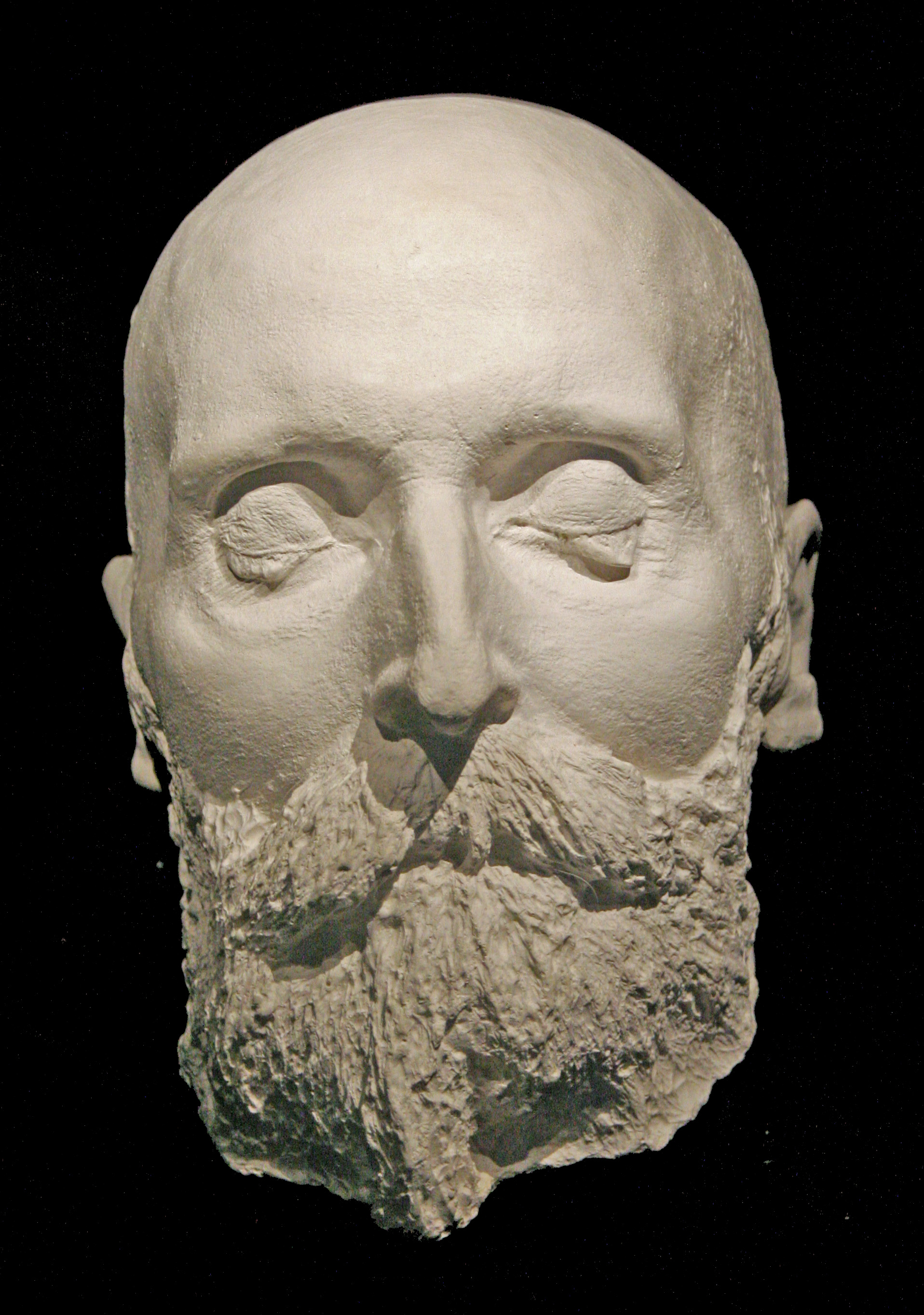
Totenmaske Alfred Nobels

## Verschiedenes
- Eine Aktie der ersten Waffenfabrik Alfred Nobels im geschätzten Wert von rund 180.000 Schweizer Franken kann im ersten internationalen Wertpapiermuseum, der Wertpapierwelt in Zürich, besichtigt werden.[13]
- Der Asteroid (6032) Nobel wurde nach ihm benannt.
- Auch die Pflanzengattung Nobeliodendron O.C.Schmidt aus der Familie der Lorbeergewächse (Lauraceae) ist nach ihm benannt.[14]